# Porta Clausa
De Porta Clausa is een stadspoort in de antieke Aureliaanse Muur in Rome.

## De Poort
Porta Clausa (Italiaans: Porta Chiusa) betekent letterlijk "Gesloten Poort". Vermoedelijk is de poort al sinds het einde van de oudheid gesloten. De oorspronkelijke Romeinse naam is niet meer bekend. De poort is gebouwd uit baksteen en is bekleed met travertijn om de constructie te verstevigen.
Het is altijd een secundaire toegangspoort geweest. De Romeinse weg die oorspronkelijk bij de Porta Viminalis van de Servische Muur begon, verliet door deze poort de stad. Buiten de Porta Clausa verbonden twee kleine wegen de poort met de Via Nomentana en de Via Tiburtina. De poort staat tegenwoordig op privé grond en kan niet bezichtigd worden.

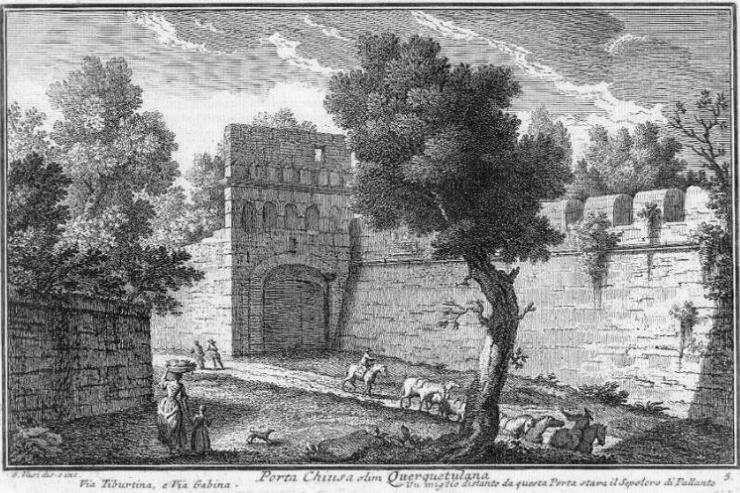
Porta Clausa op een tekening van Giussepe Vasi, rond 1750

## Castra Praetoria
De Porta Clausa staat direct naast het Castra Praetoria, het legerkamp van de pretoriaanse garde. De muren van dit kamp zijn tussen 271 en 280 opgenomen in de Aureliaanse Muur. De poort diende waarschijnlijk als snelle uitvalsweg voor de soldaten van de garde nadat de poorten van het kamp zelf om veiligheidsredenen al waren dichtgemaakt.